# Історична регіоналістика
Історична регіоналістика — міждисциплінарний науковий напрям. Вивчає процеси життєдіяльності людських спільнот і комунікативних зв'язків у територіальній площині, у межах регіонів, що історично склалися; аналізує взаємодію географічних, економічних, демографічних, екологічних, соціокультурних та ін. процесів у регіональному вимірі. Напрям існує в історичному полі України близько двох століть. У руслі комплексного, синкретичного жанру землеописань, починаючи з 18 ст., в науковий обіг було введено чимало відомостей про історичне минуле України, географічні та кліматичні особливості її окремих частин, про міста і села, динаміку населення, комунікації, адміністративно-політичний устрій. Здійснені в цьому ключі описи намісництв, губерній, історико-етнографічні нариси про міста і села заклали фундамент українського народознавства.
Становлення української історіографії як науки відбувалося паралельно з осмисленням регіональної строкатості України й утвердженням практики її вивчення в розрізі окремих територій. Виниклий у такий спосіб історіографічний напрям В. Антонович називав «земельним», Д. Багалій — «обласницьким», «крайовою методою». М. Грушевський ввів термін «історичне районознавство» і створив Асоціацію істориків під такою назвою.
Традиції «регіонального виміру» в українській історіографії втілилися в проблемне вивчення окремих регіонів, міст, сіл; на цьому фундаменті в радянські часи було створено масштабну «Історію міст і сіл Української РСР». Проте теоретико-методологічне осмислення проблем регіоналізації, регіоналізму, специфіки територіального устрою значно відставало від нагромадження емпіричного матеріалу.
Сучасний розвиток напряму зумовлений утвердженням нової «просторової» дослідницької парадигми — застосуванням хорологічних (ареалогічних) підходів до вивчення соціумів. Специфічність їх полягає в тому, що не час, а простір є осн. структурною домінантою дослідження, системоутворюючим чинником. Хорологічні підходи в аналізі сусп. явищ передбачають розгляд як предмета досліджень особливостей різного роду територіальних одиниць, виділених на основі фізико-геогр., адм., історико-політ. та ін. критеріїв, дають можливість повніше врахувати залежність місц. ментальності від специфічних умов і зовн. впливів.
Об'єктно-предметну сферу вітчизн. історичної регіоналістики становлять: 1) осмислення специфічності історичного розвитку на мезорівні, проміжному між національним і локальним; 2) дослідження регіону як соціокульт. цілісності; історії міських і сільс. поселень у регіональних межах; 3) простеження процесів демогенезу й етногенезу в регіональному вимірі, колонізаційних процесів, міграцій, комунікаційних зв'язків; 4) аналіз регіональних особливостей у розвитку історичної думки.
Сформувавшись у міждисциплінарному просторі, на межі природничого й соціогуманітарного знання, регіоналістика розвивається як комплексна синтезуюча дисципліна, яка досліджує процеси діяльності людини та створювані нею матеріальні й духовні цінності в рамках геогр. простору регіону. Геогр. складова регіоналістики включає в себе описання природних умов і ресурсів, взаємовідносин людини і ландшафту, а також символів і кодів, що проектуються к-рою даного регіону на освоєний нею простір (останнє завдання розв'язується в межах порівняно нового напряму — культ. географії). Історико-культ. складова — це історія заселення й освоєння регіону, формування в його межах певного типу к-ри й регіональної ідентичності. Демографічна складова включає дослідження проблем розселення, розміщення трудових ресурсів, переміщень населення. Етнокультурна зосереджує увагу на регіональному вимірі ціннісних систем, мови, вірувань, традицій, а також на процесах міжкульт. взаємодії.
Базовим компонентом міждисциплінарного синтезу здатна виступати регіональна археологія — за умови впорядкованості її даних систематикою артефактів, згрупованих у «топохрони» (археол. типи в точних координатах місця і часу). У такий спосіб долається пізнавальна обмеженість археол. матеріалу, а конкретна археологічна культура постає як чітко визначений історико-пізнавальний об'єкт пам'яткознавства. Навіть палеоантропологія в поєднанні з археологією не тільки проливає світло на таємниці антропогенезу, але й дає змогу простежити шляхи міграцій первісної людини. Не доводиться вже говорити про здатність регіоналістики «організувати» й примусити «заговорити» етнографію і лінгвістику — на цьому шляху впорядковується масив інформації про геогр. межі розселення певних етносів, асиміляційні процеси, комунікаційні зв'язки, шляхи виникнення регіональних діалектів.
Сказане дає підставу для визначення методологічної ніші сучасної історичної регіоналістики як поля ретроспективного дослідження процесів життєдіяльності людських спільнот і комунікативних зв'язків у межах історично сформованих регіонів на основі врахування особливостей освоєння простору, характеру розселення, територіальної структури, урбанізованості території, збереженості чи розмитості комплексів традиційної к-ри. Розвиваючи традиції «землеописань» та «обласництва» в історіографії, історична регіоналістика нині дістала можливість виходу на новий рівень міждисциплінарного синтезу — з аналізом «семіотики культурного простору», регіональної самосвідомості, асиміляційних і трансформаційних процесів.
У такому баченні регіон виступає не просто як «місце» чи «периферія», а як реально існуючий (або «уявлений», як нація в андерсонівському розумінні) соціальний організм зі своїми природно-геогр. особливостями. При цьому територія регіону розглядається не як безлике «середовище проживання», а як дійовий фактор формування регіональної ідентичності, соціальних і культ. форм буття, політичних, у тому числі електоральних, симпатій.
Функціонуючий в Інституті історії України НАН України відділ історичної регіоналістики вбачає своє осн. завдання як в осмисленні ролі регіональних чинників у житті укр. сусп-ва на різних історичних етапах, так і в дослідженні в історичній ретроспективі особливостей його територіальної організації. Розгляд регіонального співтовариства як складної хронотопонімічної системи відкриває широкі можливості для синтезу макро-, мезо- і мікроісторичних підходів, вивчення ритмів соціального життя, соціально-культ. контекстів моделювання можливих варіантів регіонального розвитку. Нового стимулу для свого розвитку набуває традиційна для України проблематика історії поселень і колонізаційних потоків, а поряд із цим починає освоюватися майже нерозроблена цілина проблем теорії й історії територіальної організації, зокрема формування адм.-тер. структури і систем місц. самоврядування.
У вітчизн. баченні історична регіоналістика не протиставляє себе краєзнавству, а пропонує ін. методи дослідження «місць» (локусів) — з акцентом на пріоритетах ретроспективного вивчення регіону як соціокульт. цілісності та процесів демогенезу в ньому. Із тієї спадщини, яку прийнято (не зовсім правомірно щодо напрацювань 19 ст.) вважати краєзнавчою, регіоналістика запозичує емпіричний матеріал з історії поселень, розселення, колонізаційних процесів, форм збирання й обробки первинного матеріалу. Але, на відміну від краєзнавства, її цікавлять не стільки факти, артефакти й ментифакти, скільки їх узагальнені типи й особливо — специфічні регіональні культ. традиції.
Співвідношення історичних краєзнавства та регіоналістики можна було б зобразити у вигляді двох кіл, які накладені одне на одне і збігаються лише частково. У краєзнавстві в частині незбігу лишається вся сфера громад. і навч. краєзнавства, а в регіоналістиці — поглиблені історико-екон. дослідження регіонів, вироблення критеріїв екон. і політ. районування, розробка наукових начал регіональної політики. Значною мірою виходить за межі краєзнавства і та сфера регіональної історіографії, яка досліджує регіональні особливості розвитку історичної думки, закономірності різних етапів історичного пізнання, теоретико-методологічні принципи, застосовувані різними науковими школами тощо.
Виділення історичної регіоналістики в окремий науковий напрям дає змогу підкріпити конкретно-історичним матеріалом ідею багатомірності історичного процесу, виявити причини й наслідки існуючого різноманіття культ. форм і поведінкових реакцій. Лише на ґрунті історичної регіоналістики уявляється можливим створення деміфологізованої картини укр. історії, в якій специфічні відмінності окремих частин українського та ін. етносів виводяться з особливостей їх розвитку в різних держ. системах, пояснюються впливом геогр., соціобіологічних, історико-культ. та ін. чинників.
Необхідність дослідження регіонів як певної цілісності обумовлена потребами деталізації історичного процесу, виявлення регіональних особливостей і чинників, що їх зумовлюють, оптимізації аналізу співвідношення загального та часткового в історії. Осмислення таких особливостей диктується також практичними цілями, оскільки без розуміння історичного підґрунтя неможливо з'ясувати інтереси й потреби даного регіону.
Велике значення мають регіонально-історичні дослідження для аналізу процесів формування і розвитку окремих культ. систем, зокрема для характеристики співвідношення етнічних та екологічних чинників у процесі еволюції людини на певних територіях. Залежність матеріальної, соціонормативної, духовної к-ри спочатку від природно-кліматичних, а потім у більшій мірі від соціальних і політ. факторів простежується найкраще саме в ході досліджень регіональної специфіки. Вони ж дають змогу виявити особливості господарсько-культ. адаптації в різних регіонах.
Значення регіоналістики як автономної галузі соціогуманітарного знання особливо зростає в умовах, коли синергетичні, стадіально-хвильові підходи істотно потіснили прямолінійні «прогресистські» уявлення. Соціальний розвиток дедалі частіше розглядається як хвилеподібний процес із відкатами назад, істотними просторовими диференціаціями. Якщо 1-ша пол. 20 ст. характеризувалася підвищеним інтересом до проблем глобалістики (ідеї циклічності в О.Шпенглера та А.-Дж. Тойнбі, «формаційний» принцип у марксистському суспільствознавстві), то в 2-й пол. 20 ст. у фокусі зацікавлень опинилися «історія повсякденності», родини, краю, соціальна історія. Сучасне наукове знання ґрунтується на нових інтерпретаційних підходах, полідисциплінарності, максимально широких трактуваннях антропологізму. Відповідно до традицій «символічної» (культурної) антропології увага зосереджується на менталітеті, етосі людей минулого, на символах і цінностях, в основі яких найчастіше лежать регіональні відмінності. І саме історична регіоналістика здатна з'ясувати чинники, які детермінували поведінку людей у певних регіонах і понині справляють вплив на їхні світосприймання й ціннісні орієнтації.